# Rosa gàl·lica
Rosa gàl·lica és una espècie de rosa oriünda del sud i del centre d'Europa fins a Turquia. Es tracta d'un arbust baix, amb la tija erecta i dotada de grans agullons. Les flors són de color carmesí-violaci, solitàries i d'uns 9 cm de diàmetre que floreixen el mes de juny. Té propietats tòniques i astringents utilitzades sobretot per via tòpica.

## Etimologia
Noms populars: 
Rosa de Castella, Roser castellà, Rosa francesa, Rosa roja, Rosa rosa, Rosa de Jericó
Etimologia: 
En català —i per altres llengües romàniques també—, el terme 'rosa' prové directament i sense canvis del llatí rosa, amb el significat que coneixem: 'la rosa' o 'la flor del roser';
Quant a la base, el nucli deriva d'una arrel indoeuropea vardh- (wardh), vradh- (wradh), 'créixer'; on en sànscrit wardh-as, significa 'germinant', i wardhati, 'elevar(se)', 'prosperar'.
Per altra part, pot ser un derivat d'una arrel grecollatina VRAD-, 'plegar-se', 'fer-se flexible'. Color clar.
'Rosa' també és un terme coincident amb diversos noms germànics que tenen l'arrel hrod, amb el significat de 'gloria'.

## Ecologia
Es troba de manera natural a Europa i al nord d'Àfrica, sobretot al Marroc, Moldàvia, Ucraïna, Europa central, regió Mediterrània i Àsia Menor. No es troba al Principat de Catalunya.
Hàbitat: en boscos, en arbusts i a la vora de camins.

## Descripció

### Forma vital de Raunkjaer
Nanofaneròfits

### Port i dimensions
Els rosals són arbusts o trepadores (a vegades penjants) generalment són espinosos. Arriben fins a 2–5 metres d'altura i algun cop arribar a 20 metres trepant sobre altres plantes.

### Òrgans vegetatius
- Forma i tipus de la rel: rizoma estolonífer (branca llarga i prima a la base d'una tija i que dona lloc a arrels.
- Morfologia, tipus i consistència de la tija: arbust de talls semillenyosos, quasi sempre erectes, alguns de textura rugosa i escamosa, amb notables formacions epidèrmiques de variades formes, estípules persistents (agullons).
- Morfologia (forma, divisió marge), textura i disposició de les fulles: perennes o caduques, compostes, pinnades. Peciolades, folíols amb el cantó serrat. És freqüent la presència de glàndules annexes sobre els marges, oloríferes o no.
- Tipus de pilositat: (si n'hi ha) curta, suau i densa. Pubescent.

## Òrgans reproductors
És una planta hermafrodita. La inflorescència és racemosa, formant corimbs; però poden presentar flors solitàries.
- Morfologia i color del periant: Té el calze disèpal, format per 5 sèpals de color verd. Normalment aquest sèpals són simples, encara que en alguns casos pot ser de forma complexa amb algunes lobulacions.

La corol·la és dialipètala, simètrica i formada per 5 pètals regulars de colors cridaners o blanc. La corol·la normalment és doble o plena a causa de la transformació dels estams en pètals.
- Androceu: compost per nombrosos estams disposats de forma espiral. Generalment en té un nombre múltiple dels pètals, que són 5.
- Gineceu: compost per diversos pistils separats. Té l'ovari súper. Té nombrosos carpels uniovulats (un primordi seminal per cada carpel).
- Fruit: el producte de la fecundació de la flor és un fruit conegut amb el nom de cinorrodó, compost per múltiples fruits secs petits (poliaqueni), separats entre ells i tancats dins un receptàcle carnós.

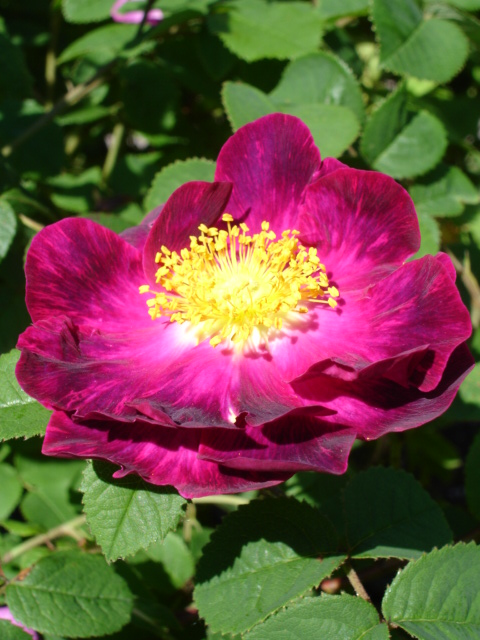
'Alain Blanchard' (Vibert 1839)
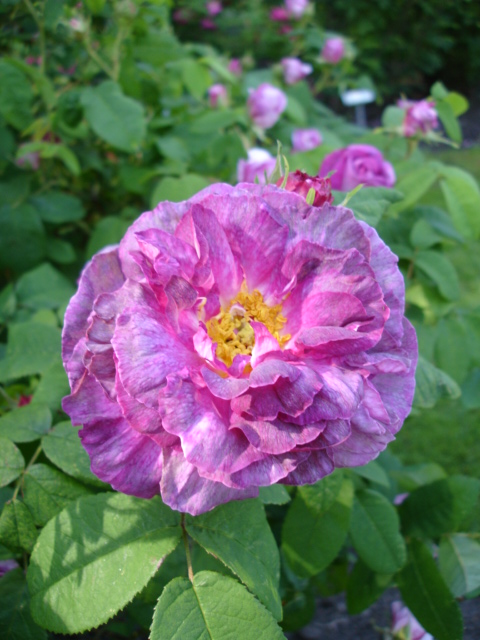
'Ornament de la Nature' (Toutain 1826)

## Cultiu
Exposició:
Rosa gàl·lica és una planta que es pot cultivar al jardí tot l'any. No tem el fred i suporta temperatures mínimes molt rígides. Gran part de les fulles de les plantes medicinals es poden utilitzar per al consum alimentari, llavors utilitzem insecticides i anticriptogàmics per l'agricultura, sempre lluny del període de la collita. Per un desenvolupament equilibrat, s'aconsella de posicionar la rosa en un lloc on rebi almenys algunes hores de sol directe.
Adob:
A la primavera s'aconsella adobar aquesta planta amb adobs rics en sofre, per afavorir el desenvolupament de l'aparell radical i de les fulles més joves. Es poden fer servir adobs líquids que s'han de subministrar cada 15-20 dies o adobs de lenta alliberació, que van amb el terreny de cultiu que es canvia cada 3-4mesos.
Reg:
abans de recollir i utilitzar la planta, s'ha de saber sobre els períodes balsàmics, és a dir, s'ha de saber quan la planta té els principis actius que volem. Perquè la planta no quedi seca s'ha de mullar profundament el terreny amb 2-3 vasos d'aigua cada 2-3 setmanes.
Tractaments:
El clima primaveral, amb un elevat salt tèrmic entre les hores diürnes i nocturnes i les pluges freqüents poden afavorir el desenvolupament de malalties causades per fongs, per això prèviament cal tractar la planta amb fungicides sistèmics. A finals d'hivern s'aconsella també un tractament amb insecticida d'ampli espectre per prevenir l'atac de diferents bacteris. Recordar sempre que aquests tractaments s'han de realitzar sempre abans de la floració.
Terreny:
S'aconsella cultivar aquesta planta medicinal en un terreny tou i lleuger, molt ben drenat.